# Jaký to je
Jaký to je è il terzo singolo della cantante pop rock ceca Ewa Farna estratto dal suo secondo album di studio Ticho.

## Classifiche
| Classifica (2008)      | Posizione massima |
| ---------------------- | ----------------- |
| Czech Singles Chart    | 2                 |
| European Singles Chart | 181               |